# Togba (Bénin)
Pour les articles homonymes, voir Togba.
Cet article concerne un arrondissement de Abomey-Calavi. Pour le quartier de l'arrondissement Godomey, voir Togbin.

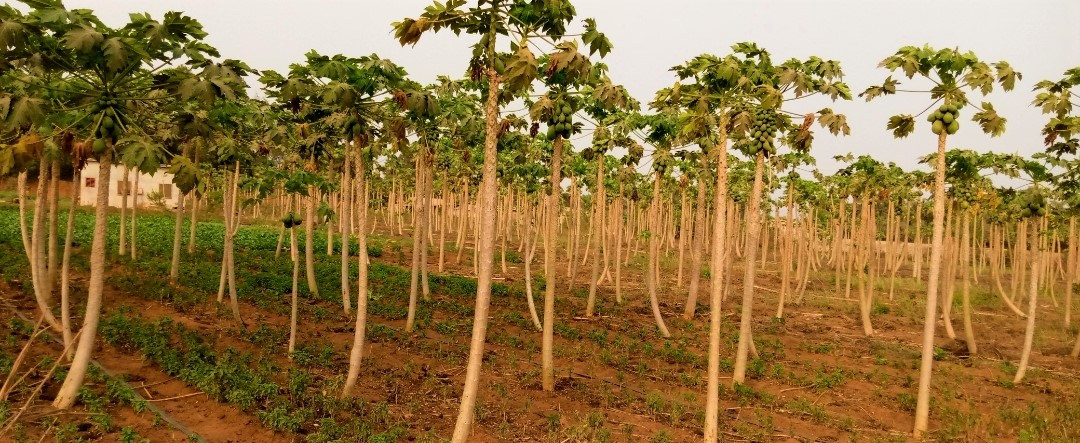
Champ de papaye à Togba (Abomey-Calavi)

Togba est un arrondissement de la commune d'Abomey-Calavi localisé dans le département de l'Atlantique dans le Sud du Bénin,,.

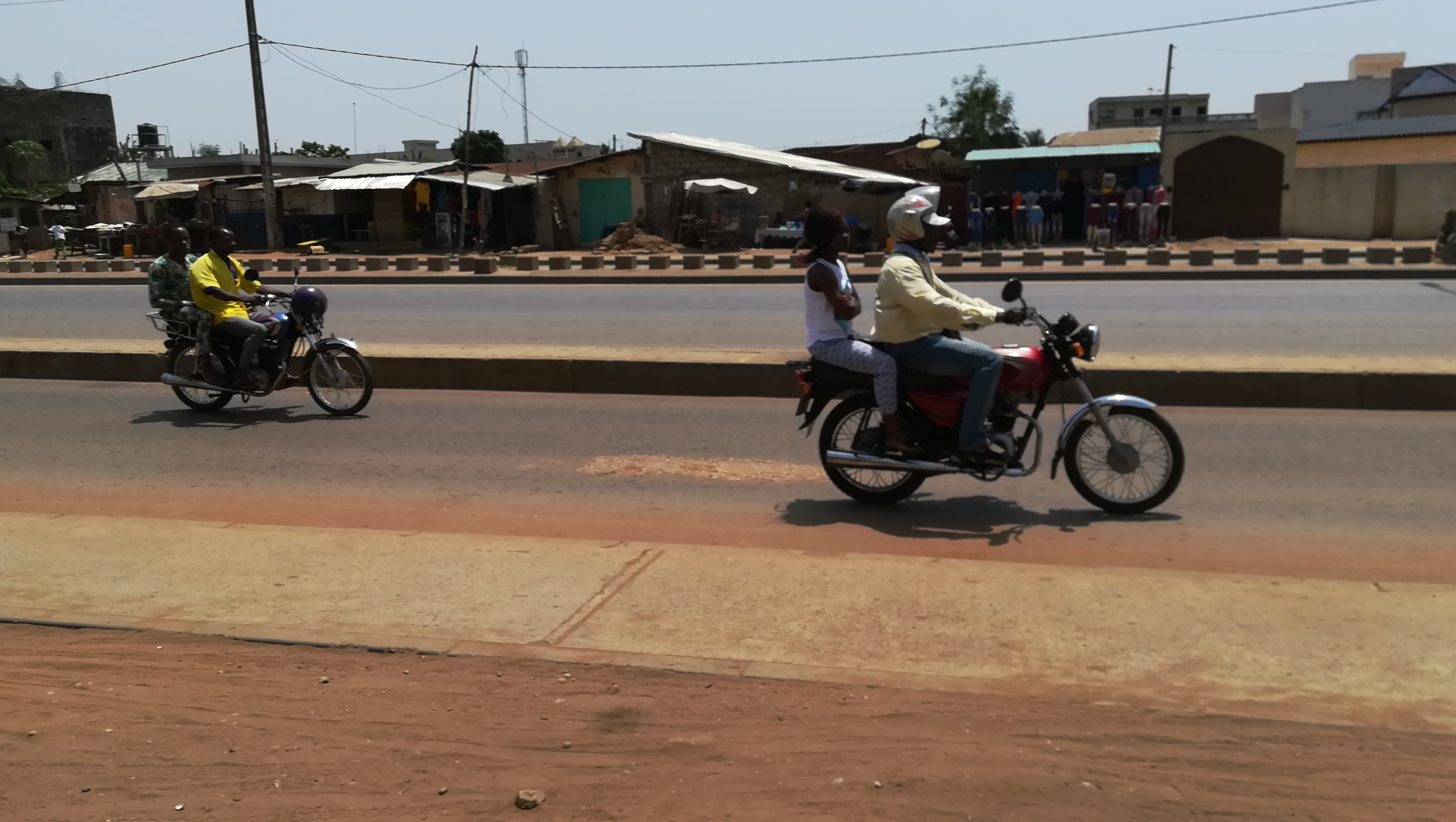
Un Zem transportant une jeune femme à Calavi

## Histoire et Toponymie

### Histoire

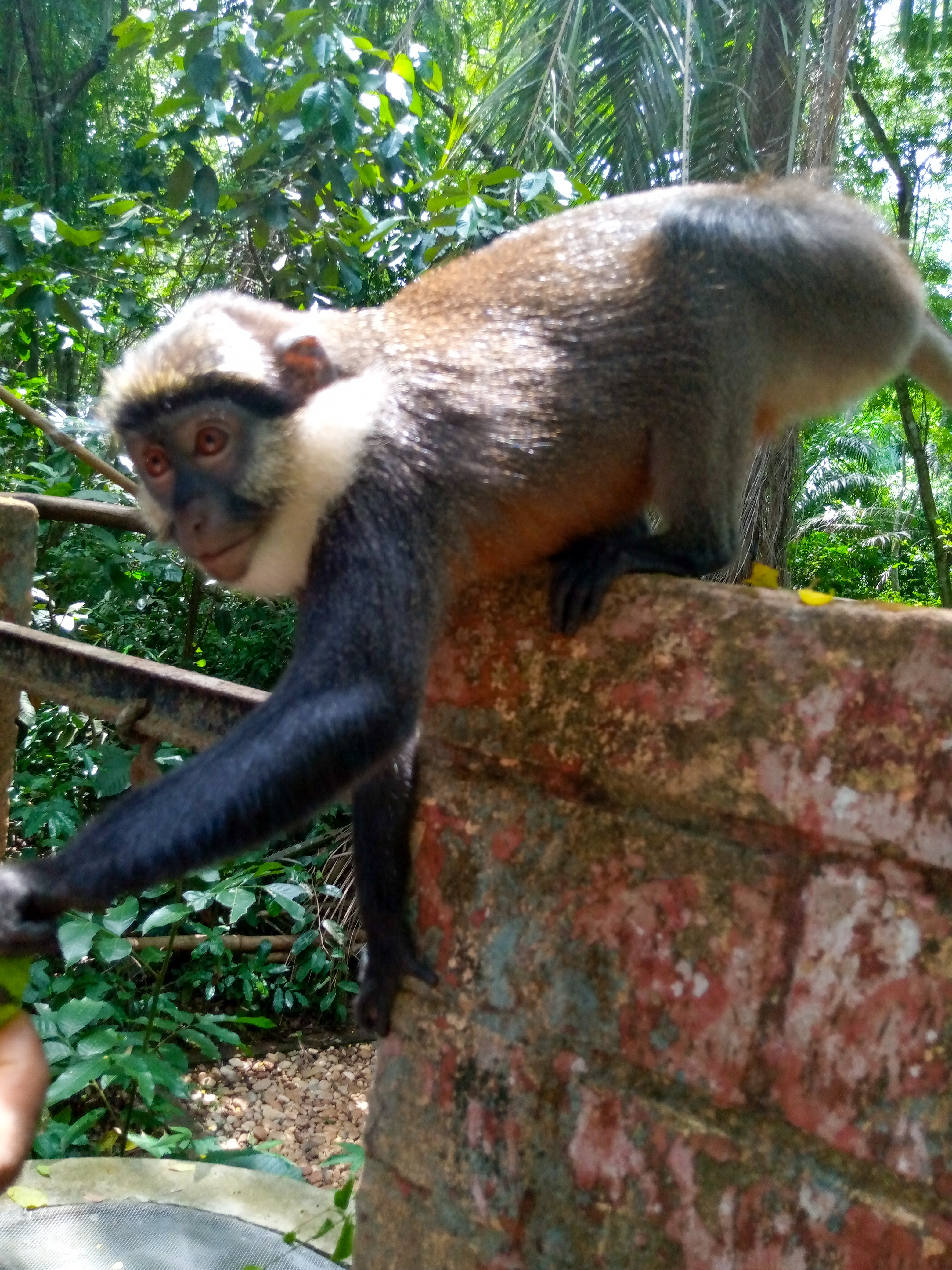
Le singe à ventre rouge au sanctuaire des Singes Drabo Gbo à Togba

Togba devient officiellement un arrondissement de la commune d'Abomey-Calavi le 27 mai 2013 après la délibération et adoption par l'Assemblée nationale du Bénin en sa séance du 15 février 2013 de la loi n° 2013-O5 du 15/02/2013 portant création, organisation, attributions et fonctionnement des unités administratives locales en République du Bénin.

## Administration
Houèdo-Aguékon fait partie des 9 arrondissements que compte la commune d'Abomey-Calavi. Il est composé de  villages et quartiers de ville que sont:

## Population
Selon le Recensement Général de la Population et de l'Habitation(RGPH4) de l'Institut National de la Statistique et de l'Analyse Economique(INSAE) au Bénin en 2013, la population de Togba compte 15516 ménages pour 73331 habitants
| Indicateur           | 2013  |
| -------------------- | ----- |
| Nombre de ménages    | 15516 |
| Population féminine  | 36961 |
| Population masculine | 36370 |
| Population totale    | 73331 |

## Galerie de photos

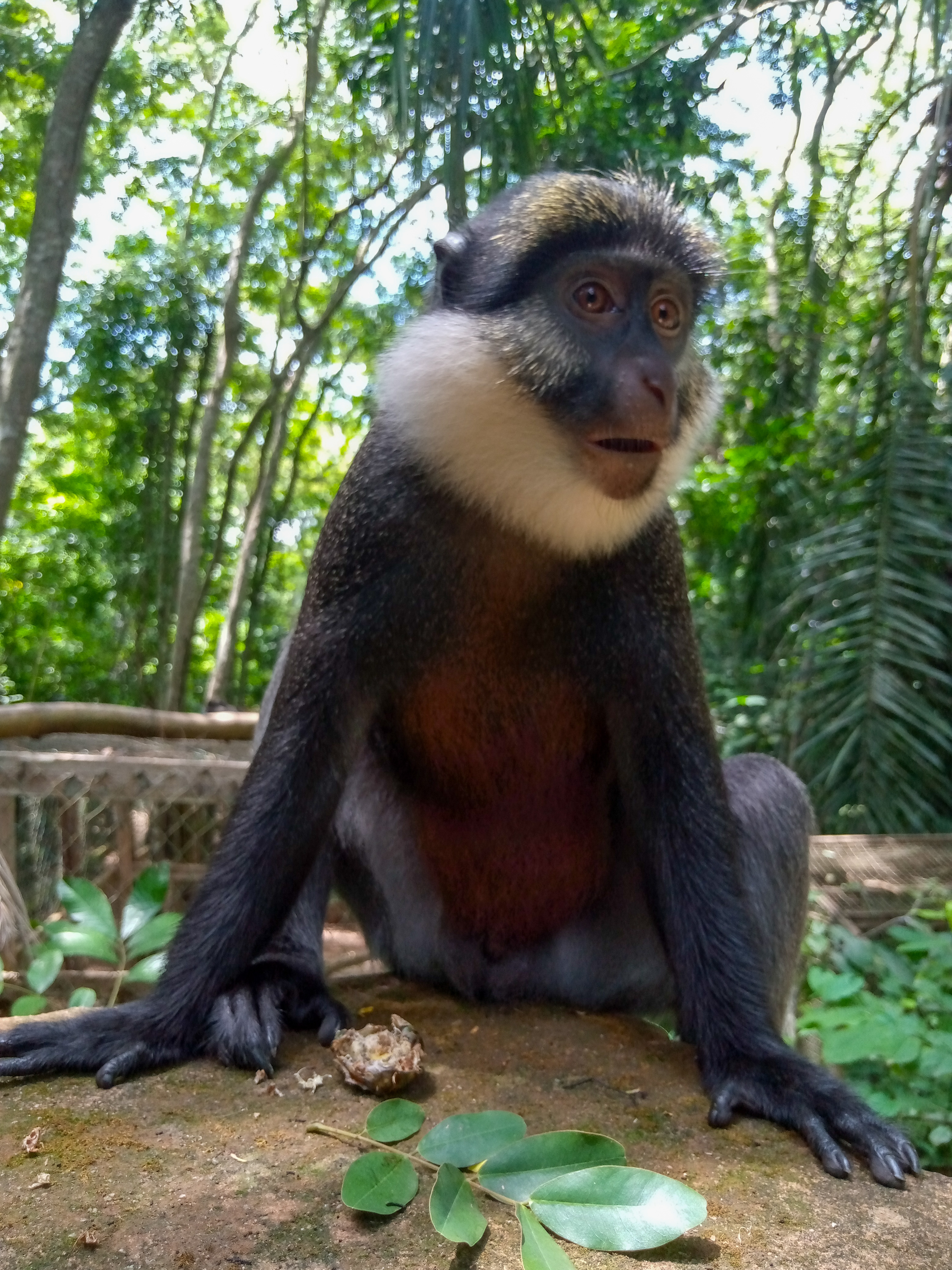
Le singe à ventre rouge au sanctuaire des Singes Drabo Gbo à Togba
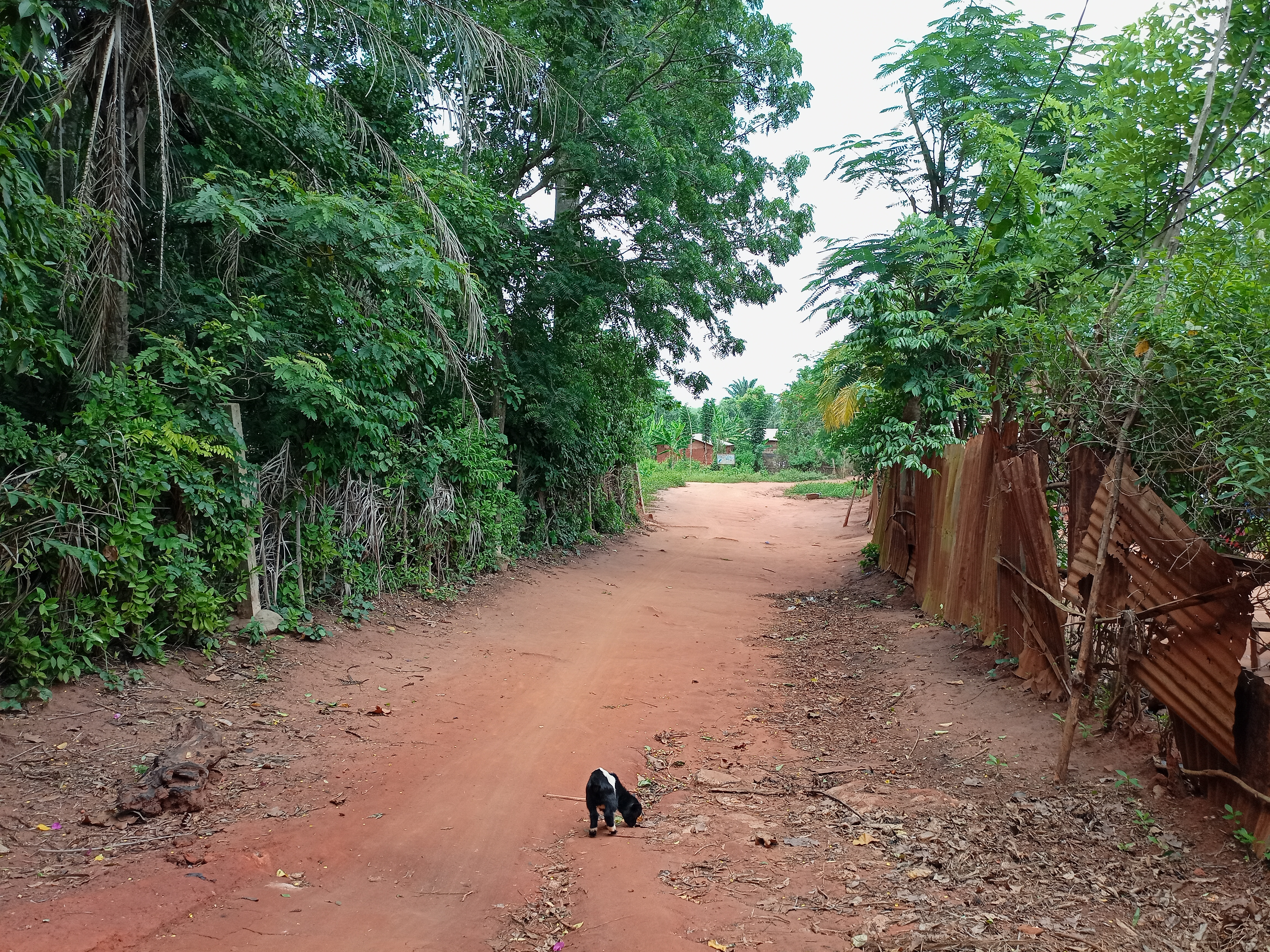
Rue d'accès au sanctuaire des singes de Dragbo Gbo à Togba
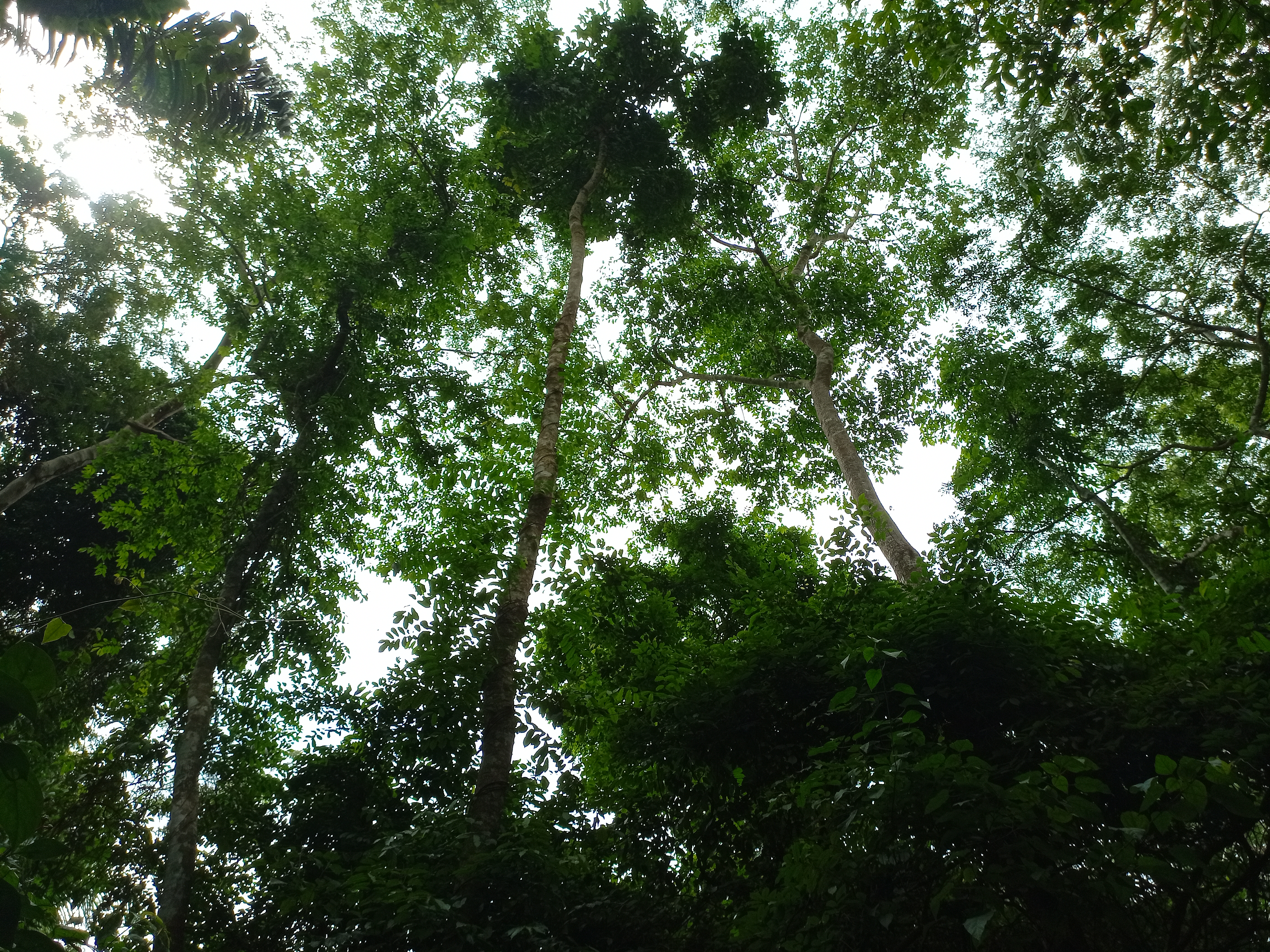
Forêt aménagée de Drabo Gbo à Togba